# Palutrus
Palutrus is een geslacht van straalvinnige vissen uit de familie van grondels (Gobiidae). Het geslacht is voor het eerst wetenschappelijk beschreven in 1959 door Smith.

## Soorten
- Palutrus meteori (Klausewitz & Zander, 1967)
- Palutrus pruinosa (Jordan & Seale, 1906)
- Palutrus reticularis Smith, 1959
- Palutrus scapulopunctatus (de Beaufort, 1912)